# جون كوهن (لاعب كرة قاعدة)
جون كوهن (بالإنجليزية: John Cohen)‏ هو لاعب كرة قاعدة أمريكي، ولد في 21 سبتمبر 1966 في توسكالوسا في الولايات المتحدة.